# Còlit de Núbia
El còlit de Núbia, també anomenat còlit núbic, (Oenanthe lugens) és una espècie d'ocell de la família dels muscicàpids (Muscicapidae) que habita turons rocosos, barrancs i planures localment des del sud del Marroc, cap a l'est, a través d'Algèria, nord de Níger, Tunis, nord de Líbia i Egipte, fins a l'Orient Pròxim i Mitjà, nord-oest de la Península Aràbiga i sud-oest del Pakistan.

## Taxonomia
Segons la llista mundial d'ocells del Congrés Ornitològic Internacional (versió 12.1, gener 2022) del tàxon original Oenanthe lugens es van segmentar diverses subespècies en noves espècies. Aquestes són:
- Oenanthe halophila.
- Oenanthe lugubris.
- Oenanthe lugentoides.
- Oenanthe warriae.

Tanmateix, altres obres taxonòmiques, com el Handook of the Birds of the World i la quarta versió de la BirdLife International Checklist of the birds of the world (Desembre 2019), no reconeixen encara aquestes segmentacions i consideren encara com a subespècies del còlit de Núbia els tàxons anteriors.